# Conflicto de la República de Macedonia de 2001
El conflicto de la República de Macedonia fue un conflicto armado desarrollado de enero a noviembre de 2001 cuando miembros albanokosovares del Ejército de Liberación Nacional atacaron el territorio norte de la república actualmente conocida como Macedonia del Norte. Al final, los beligerantes llegaron a un alto al fuego mediante intercambios y concesiones. Formó parte del conflicto más amplio conocido como las guerras yugoslavas.

## Contexto

### Comienzo de la insurgencia albanesa
Las primeras acciones por parte de albaneses en Macedonia se produjeron a finales de 2000 y principios de 2001, principalmente en la frontera de Macedonia con la entonces Kosovo administrada por la ONU. Los insurgentes actuaron en un patrón similar al observado en Kosovo a finales de 1997 y hasta 1998, según la cual poco a poco se fueron haciendo cargo de un pueblo tras otro. Todos estos esfuerzos fueron inicialmente pacíficos, aunque la población no albanesa fue obligada a abandonar esas zonas. Sin embargo, en enero y febrero de 2001 comenzaron las acciones de combate contra las autoridades legítimas.
El Gobierno en un primer momento no hizo nada en contra de la situación, porque se le aseguró que lo que estaba pasando no era dirigido contra Macedonia. Satisfecho, las autoridades esperaron durante casi dos meses - y entonces la situación estaba casi fuera de control, tanto que el Gobierno fue sorprendido incapaz de prever las consecuencias.
En enero de 2001, surgió un grupo autodenominado Ejército de Liberación Nacional (ELN), atribuyéndose la responsabilidad por los ataques contra las fuerzas de policía. Los líderes de este ELN – incluyendo a Ali Ahmeti y su tío, Fazli Veliu, eran todos de Macedonia Occidental. Afirmaron que sus fuerzas consistían en "entre varios cientos y miles" de combatientes armados. Sin embargo, no recibieron el apoyo de ninguno de los dos principales partidos políticos albaneses étnicos. El gobierno macedonio afirmó que los rebeldes eran en realidad miembros de la Ejército de Liberación de Kosovo (ELK), que se infiltraron en el país de Kosovo. De hecho, los combatientes del Ejército de Liberación Nacional- consideran a Kosovo como «refugio» donde podrían retirarse en el caso de grandes acciones de Macedonia en su contra.

### Represalias de Macedonia
Después de que ocho miembros de las fuerzas armadas de Macedonia fueran masacrados en Vejce, los macedonios tomaron las calles de algunas ciudades, atacando y prendiendo fuego a las tiendas de propiedad de albaneses y las mezquitas. Estos ataques tuvieron lugar principalmente en Prilep, Skopie y Bitola. Ciudadanos locales macedonios en Prilep exigieron armas para atacar a los pueblos vecinos poblados por albaneses después de que 10 ciudadanos, macedonios y gitanos, fueran asesinados en una emboscada. Entre los afectados en los ataques había albaneses.

## Resultado

### Alto el fuego y desarme
Tras el Acuerdo de Ohrid, los rebeldes acordaron el cese del fuego en junio, sin embargo hubo otros acuerdos en agosto, antes de concluir en uno definitivo en enero de 2002. En el marco del Acuerdo de Ohrid, el gobierno macedonio se comprometió a mejorar los derechos de la población albanesa, que constituye poco más del 25,3 por ciento de la población. Estos derechos incluyen hacer de la lengua albanesa la segunda lengua oficial, el aumento de la participación de los albaneses étnicos en las instituciones gubernamentales, la policía y el ejército. Lo más importante, en el marco del Acuerdo de Ohrid, el gobierno de Macedonia acordaron un nuevo modelo de descentralización.
La parte albanesa acordó renunciar a cualquier demanda separatista y reconocer plenamente a todas las instituciones de Macedonia. Además, según este acuerdo, el Ejército de Liberación Nacional debía desarmarse y entregar sus armas a una fuerza de la OTAN.
Operation "Essential Harvest" fue lanzada oficialmente el 22 de agosto y comenzó a ser efectiva el 27 de agosto. En esta misión de 30 días, participaron aproximadamente 3500 tropas de Macedonia y de la OTAN para desarmar al Ejército de Liberación Nacional y destruir sus armas. Apenas unas horas después de que la OTAN concluyese la operación, Ali Ahmeti, dijo a periodistas que asistían a una conferencia de prensa en el bastión rebelde de Sipkovica que estaba disolviendo el Ejército de Liberación Nacional y que era el momento de la reconciliación étnica.
Varios meses después del conflicto, aún persistían algunas provocaciones armadas, tales como pequeñas explosiones y tiroteos. La provocación más grave ocurrió cuando tres policías macedonios fueron asesinados en una emboscada tendida por hombres armados de etnia albanesa el 12 de noviembre de 2001.

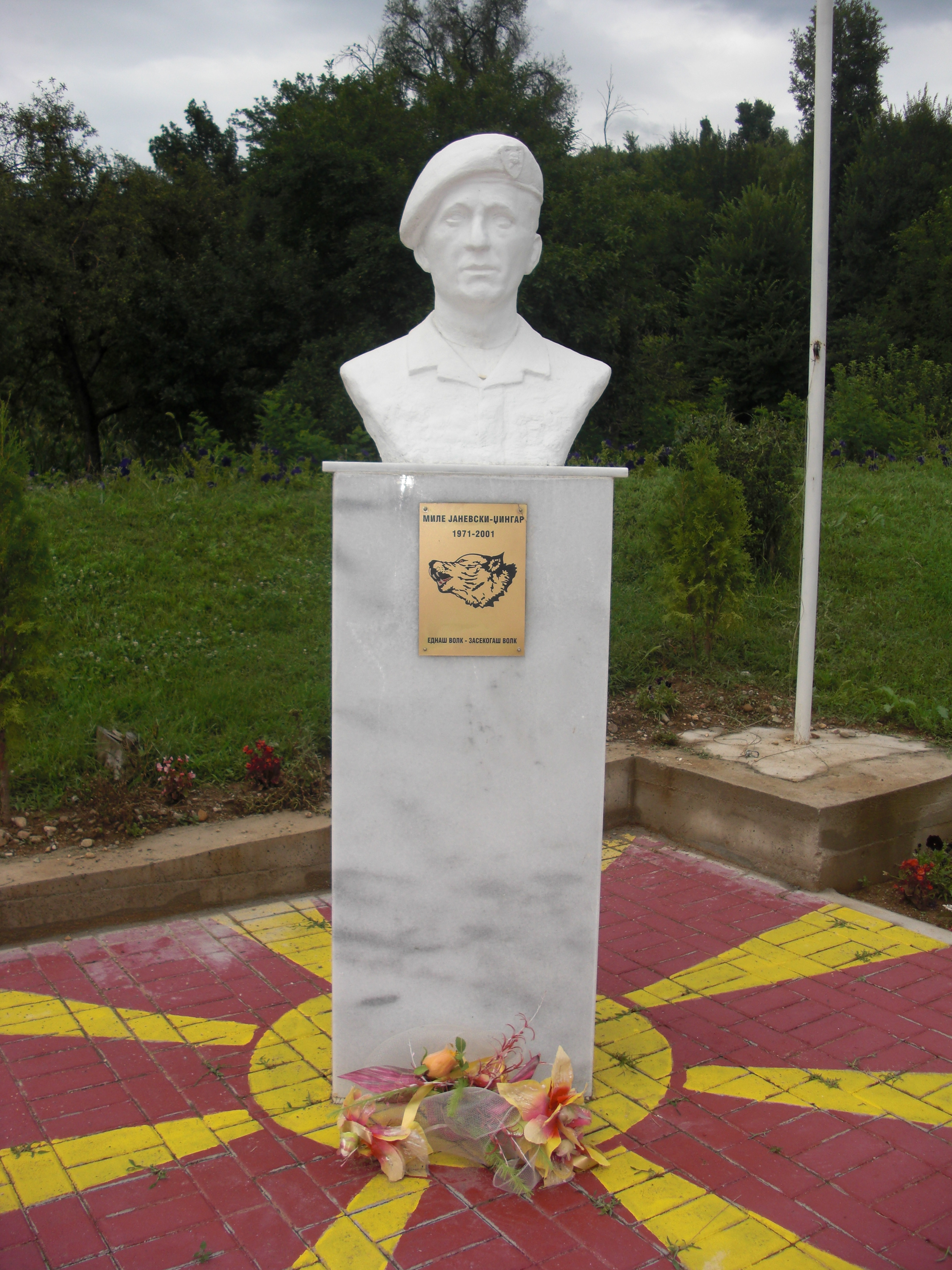
Busto dedicado a un soldado macedonio Mile Janevski-Dzingar en Makedonska Kamenica.

### Víctimas y desplazados
Las cifras de víctimas siguen siendo inciertas. El 19 de marzo de 2001, la BBC informó que las fuerzas de seguridad macedonias alegaron que cinco de sus soldados murieron, mientras que el Ejército de Liberación Nacional afirmó que había matado a 11. En esta ocasión no se citaron cifras de bajas del ELN. El 25 de diciembre de 2001 la Alternative Information Network citó cifras de 63 muertes reclamadas por parte de las fuerzas de seguridad macedonias en su bando y 64 muertes reclamadas por el Ejército de Liberación Nacional de sus combatientes. Se cree que han muerto alrededor de 60 civiles de etnia albanesa, mientras que, posiblemente, una decena de etnia macedonia murieron durante el conflicto (las autoridades macedonias no dieron a conocer cifras de este último dato en aquel momento). A 25 de diciembre de 2005 el paradero de 20 civiles "desaparecidos" —13 de etnia macedonia, 6 de etnia albanesa y 1 ciudadano búlgaro— continuaba siendo desconocido. En agosto de 2001, el número de personas desplazadas por la guerra, sobre todo macedonios, llegó a 170.000 de los cuales 74.000 eran desplazados internos. Para enero de 2004, 2.600 personas continuaban desplazadas. Dos observadores de la Unión Europea fueron asesinados durante el conflicto además de la muerte de un soldado británico.

### Museo de la Libertad ELN
Como resultado del conflicto, algunos de los albaneses de Čair en Skopie estableció en 2008 un "Museo de la Libertad" que presentan lo que consideran las batallas de los albaneses en la región desde la época de la Liga de Prizren en 1878 hasta que la insurgencia en 2001. Se le conoce también como el museo de la NLA y conmemora aquellos que murieron durante el conflicto. Se incluye entre los objetos expuestos ropa de paramilitares y banderas insurgentes usadas en 2001. Muchos albaneses lo consideran como una continuación no bélica de la insurgencia. El exlíder del Ejército de Liberación Nacional convertido en político, Ali Ahmeti declaró en la ceremonia de apertura "Mi corazón me dice que la historia es haber nacido aquí, en Skopie, la antigua ciudad en el corazón de Dardania. Nuestros patriotas han luchado por ello durante siglos, pero nos es hoy en día que tienen el destino para celebrar la apertura del museo. Combatientes de Kosovo están aquí para felicitar a ... "El museo no es aún totalmente amueblado.

### Acontecimientos recientes
En abril de 2010, un escondrijo de armas que se cree destinado al grupo de acciones se descubrió cerca de la frontera con Serbia, que incluye uniformes con marcas UÇK. El 12 de mayo, cuatro personas han muerto por la policía macedonia, en un pueblo cercano a Kosovo. La policía decomisó cuatro bolsas de explosivos, minas y otras armas de infantería. Los milicianos muertos llevaban uniformes de color negro e insignias del Ejército de Liberación de Kosovo (ELK) fueron encontrados en el vehículo. Después de los días, como Macedonia solicitó a Kosovo para la información de 70 presuntos delincuentes vinculados a la banda criminal étnica albanesa, 4 hombres, un padre y sus tres hijos, fueron detenidos por posesión ilegal de armas. Los cuatro hombres estaban vinculados a los hombres asesinados el 12 de mayo.

## Supuestos crímenes de guerra
Otros delitos eran una operación de tres días por la policía macedonia contra la aldea de etnia albanesa de Ljuboten, desde 10 hasta 12 de agosto de 2001, que dejó diez civiles muertos y resultó en el arresto de más de 100 hombres, muchos de los cuales fueron severamente golpeados y torturados durante su detención policial. la investigación de Human Rights Watch sobre el terreno en Ljuboten no encontró ninguna prueba directa de esto. Sin embargo, estos hechos llevaron al juicio del ministro macedonio de asuntos internos de ese entonces, Ljube Boškoski, en el International War Crime Tribunal en la La Haya. Fue declarado no culpable.
El atentado del monasterio ortodoxo Sveti Atanasij del siglo XIII en el pueblo de Lesok  Sin embargo la responsabilidad nadie ha reivindicado por el ataque y los funcionarios albaneses guerrilleros han Arrendados toda la responsabilidad y culpó a las fuerzas especiales de Macedonia diciendo que era otro pobre intento de vincular el Ejército de Liberación Nacional con el extremismo islámico.
Sin embargo, más cerca de la pila de escombros que había sido uno de los sitios religiosos más venerados por la Iglesia ortodoxa de Macedonia había un burro muerto, su cuerpo hinchado embadurnado con pintura deletreando las letras UCK, las iniciales albanesas para el rebelde Ejército de Liberación Nacional. Este incidente está hasta el día de hoy en disputa y el monasterio está en reconstrucción. Por otra parte, las fuerzas macedonias destruyó una mezquita en el pueblo de Neprosteno y fue reconstruida en 2003 con fondos de la UE.
El monasterio de Matejce, cerca de Kumanovo, también fue dañada en los combates, pero la iglesia de la Santa Virgen Odigitria fue dañado por los terroristas albaneses que pintaron y tallaron símbolos anti-cristianos y el ELK en el fresco del siglo XIV.
Ataques similares en las iglesias y monasterios serbios en Kosovo se llevaron a cabo por albaneses.
Otro incidente que se alega por parte del gobierno macedonio a ser un crimen de guerra fue el de la llamada masacre de Vejce, donde la guerrilla albanesa emboscó y mató a ocho fuerzas macedonias.
Después de configurar y de emboscada y atacar a suer|humvee]] con disparos de armas pequeñas y RPGs, la patrulla se detuvo y las fuerzas macedonias y la guerrilla intercambiaron disparos en una breve escaramuza, cuando los soldados empezaron a retirarse, la mitad de la patrulla logró escapar, un soldado fue baleado y capturado a otros. Cuatro de las víctimas fueron ejecutadas con el frío robar armas, con sus genitales removidos y quemados vivos.
La noticia de la masacre provocó revueltas locales contra los albaneses musulmanes en varios pueblos y ciudades de Macedonia, y las revueltas tales incluyó la quema y destrozando tiendas y mezquitas. Sobrevivir a los miembros de la patrulla de carretera que fue masacrada dio testimonio de testigos presenciales de los asesinatos. Dijeron que la masacre se llevó a cabo por un grupo de 15 a 20 hombres con barba. Hasta el día de hoy los cuerpos no fueron puestos en libertad a los investigadores públicos o civiles y las autopsias se realizaron en una morgue militar.